# Wojciech Ołtarzewski
Wojciech Ołtarzewski (ur. 5 listopada 1978) - zawodnik Kadry Polski w Kick-Boxingu w latach 2001-2013, zdobywca Pucharu Świata 2002 w formule light contact. Brązowy medalista Mistrzostw Europy 2010. Wielokrotny medalista Pucharów Świata oraz innych zawodów międzynarodowych. Mistrz Polski 2006, 2008–2013,  w kick-boxingu w formule semi contact. Drugi trener kadry narodowej semi contact. Licencjonowany sędzia kick-boxingu. Zawodnik MKS Piaseczno i Hektor Team Warszawa.
Najlepsi wychowankowie:	Emilia Szabłowska, Michał Kołakowski, Konrad Rostkowski
Posiada 1 stopień mistrzowski - czarny pas - 1 dan.
Mgr inż. budownictwa lądowego, absolwent Politechniki Warszawskiej.

## Osiągnięcia sportowe

### 2014
- Mistrzostwa Polski  2014		        	      I m-ce

### 2013
- Mistrzostwa Polski  2013		        	      I m-ce

### 2012
- Mistrzostwa Polski  2012		        	      I m-ce

### 2011
- Puchar Świata  2011		        	      III m-ce
- Mistrzostwa Polski  2011		        	      I m-ce
- Międzynarodowy Puchar Polski  2011                      I m-ce
- Puchar Europy  2011		                      II miejsce

### 2010
- Mistrzostwa Europy Grecja 2010		        	              III m-ce
- Mistrzostwa Polski  2010		        	      I m-ce
- Międzynarodowy Puchar Polski  2010                      I m-ce

### 2009
- Mistrzostwa Polski  2009		        	      I miejsce
- Mistrzostwa Polski  2009, turniej drużynowy             I miejsce
- Turniej Flanders Cup  Belgia 2009                        III m-ce
- Międzynarodowy Puchar Polski  2009                      II m-ce
- Międzynarodowy Puchar Polski  2009, turniej drużynowy   I m-ce

### 2008
- Turniej Mazovia Open  2008,                    I miejsce
- Turniej Mazovia Open  2008, turniej drużynowy  I miejsce
- Mistrzostwa Polski  2008		        	 I miejsce
- Puchar Świata  Węgry 2008		                II miejsce
- Puchar Świata  Węgry 2008, turniej drużynowy		III miejsce
- Międzynarodowy Puchar Polski  2008                 I m-ce

### 2007
- Turniej Grand Champion Pointfighting Cup  2007, turniej drużynowy       I miejsce
- Turniej drużynowy Interliga 2007 Ostrawa  Czechy II miejsce
- Mistrzostwa Polski  2007		        	II miejsce
- Mistrzostwa Polski  2007, turniej drużynowy       I miejsce
- Puchar Świata  Węgry 2007		II miejsce
- Puchar Świata  Węgry 2007, turniej drużynowy		III miejsce
- Międzynarodowy Puchar Polski 2007              II m-ce
- Turniej Golden Glove Włochy 2007 "drużyna męska"	III m-ce

### 2006
- Mistrzostwa Polski 2006	I m-ce
- Puchar Świata Węgry 2006	III m-ce
- Puchar Świata Węgry 2006, Turniej Drużynowy	III m-ce
- Międzynarodowy Puchar Polski 2006	III m-ce

### 2005
- Puchar Świata Węgry 2005	III m-ce
- Międzynarodowy Puchar Polski 2005	II m-ce
- II Wielka Gala Kick-Boxingu Kobyłka 2005	I m-ce

### 2004
- Mistrzostwa Polski 2004	II m-ce

### 2003
- Kurs Instruktorski Kick-Boxingu	ukończony w 2003 r.

### 2002
- Puchar Polski 2002	II m-ce
- Puchar Świata Włochy (Junior Light) 2002	I m-ce
- Puchar Świata Włochy (Junior Semi) 2002	II m-ce
- Mistrzostwa Polski 2002	III m-ce
- Turniej Austrian Classics 2002	III m-ce

### 2001
- Puchar Polski 2001	I m-ce
- Mistrzostwa Polski 2001	III m-ce